# Championnat du Sénégal de football 2009
Navigation
Saison 2008 Saison 2010
La saison 2009 du Championnat du Sénégal de football est la quarante-quatrième édition de la première division au Sénégal et la deuxième de l'ère professionnelle. Les dix-huit meilleures équipes du pays sont réparties en deux poules de neuf, où elles s'affrontent deux fois, à domicile et à l'extérieur. À l'issue de cette phase, le premier de chaque poule dispute la finale pour le titre tandis que le dernier est relégué et remplacé par les deux meilleurs clubs de Ligue 2.
C'est l'ASCE La Linguère qui remporte le championnat cette saison après avoir battu lors de la finale nationale Casa Sports. C'est le tout premier titre de champion du Sénégal de l'histoire du club. Le triple tenant du titre, l'AS Douanes, ne prend que la sixième place de sa poule, à quatorze points de l'ASCE La Linguère.
À la suite de ses mauvais résultats en compétitions africaines, le Sénégal perd deux de ses quatre places qualificatives et n'a plus droit qu'à un seul représentant par compétition. Seul le champion se qualifie pour la Ligue des champions de la CAF, tandis que le vainqueur de la Coupe du Sénégal obtient son billet pour la Coupe de la confédération. Enfin, le finaliste du championnat et le finaliste de la Coupe du Sénégal se qualifient pour la Coupe de l'UFOA.
Pour marquer un peu plus le chemin pris vers le professionnalisme   le championnat est rebaptisé Ligue 1. Avant le début de la saison, les deux clubs de la ville de Thiès, Thiès FC et le CNEPS Excellence, déclarent forfait et ne sont pas remplacés; ils n’ont pas été retenus, ne répondant pas aux critères 16 équipes seront acceptées au départ, plus deux dès trois qui était en sursis    ,la saison se déroule donc avec dix-huit clubs au lieu de vingt .
le CNEPS Excellence n’avait pas candidaté , pour jouer en ligue 1 au vu des problèmes internes, plusieurs retards de salaires , et plusieurs cadres qui étaient partis jouer ailleurs.

## Les clubs participants
| - RS Yoff - Promu de Division 2 - ASCE La Linguère - UCST Port Autonome - AS Douanes - ASC Jeanne d'Arc - ASC Saloum - US Gorée - Casa Sports - ASC Yakaar - CSS - Promu de Division 2 | - ASC HLM de Dakar - ASC Jaraaf - Thiès FC - Forfait - CNEPS Excellence - Forfait - Dakar UC - ASC Sonacos - ASAC Ndiambour - Stade de Mbour - US Ouakam - Guédiawaye FC |

## Compétition
Le barème de points servant à établir les classements se décompose ainsi :
- Victoire : 3 points
- Match nul : 1 point
- Défaite : 0 point

### Première phase

#### Groupe A
| Rang | Équipe                          | Pts | J  | G | N | P | Bp | Bc | Diff |
| ---- | ------------------------------- | --- | -- | - | - | - | -- | -- | ---- |
| 1    | ASC Linguère                    | 34  | 16 | 9 | 7 | 0 | 16 | 3  | +13  |
| 2    | ASC DiarafC                     | 24  | 16 | 6 | 6 | 4 | 15 | 10 | +5   |
| 3    | ASC HLM de Dakar                | 24  | 16 | 6 | 6 | 4 | 12 | 8  | +4   |
| 4    | Compagnie sucrière sénégalaiseP | 22  | 16 | 5 | 7 | 4 | 12 | 11 | +1   |
| 5    | US Ouakam                       | 21  | 16 | 6 | 3 | 7 | 11 | 10 | +1   |
| 6    | AS DouanesT                     | 20  | 16 | 5 | 5 | 6 | 12 | 10 | +2   |
| 7    | ASC Yakaar                      | 17  | 16 | 4 | 5 | 7 | 9  | 18 | -9   |
| 8    | Dakar Université Club           | 16  | 16 | 3 | 7 | 6 | 9  | 13 | -4   |
| 9    | ASEC Ndiambour                  | 12  | 16 | 2 | 6 | 8 | 5  | 18 | -13  |

|  | Qualification pour la phase finale pour le titre                                 |
|  | Qualification pour la Coupe de la confédération 2010                             |
|  | Relégation directe en Division 2                                                 |
|  | T : Tenant du titre C : Vainqueur de la Coupe du Sénégal P : Promu de Division 2 |

#### Groupe B
| Rang | Équipe                        | Pts | J  | G | N | P | Bp | Bc | Diff |
| ---- | ----------------------------- | --- | -- | - | - | - | -- | -- | ---- |
| 1    | Casa Sport                    | 32  | 16 | 9 | 5 | 2 | 26 | 15 | +11  |
| 2    | Stade de Mbour                | 31  | 16 | 9 | 4 | 3 | 15 | 8  | +7   |
| 3    | US Gorée                      | 28  | 16 | 7 | 7 | 2 | 18 | 10 | +8   |
| 4    | Guédiawaye FC                 | 25  | 16 | 7 | 4 | 5 | 16 | 11 | +5   |
| 5    | ASC Saloum                    | 18  | 16 | 4 | 6 | 6 | 13 | 17 | -4   |
| 6    | Renaissance sportive de YoffP | 17  | 16 | 4 | 5 | 7 | 8  | 13 | -5   |
| 7    | ASC Port Autonome             | 16  | 16 | 4 | 4 | 8 | 16 | 18 | -2   |
| 8    | ASC Jeanne d'Arc              | 15  | 16 | 3 | 6 | 7 | 8  | 13 | -5   |
| 9    | ASC Suneor                    | 10  | 16 | 1 | 7 | 8 | 6  | 21 | -15  |

|  | Qualification pour la phase finale pour le titre |
|  | Relégation directe en Division 2                 |
|  | P : Promu de Division 2                          |

### Finale
- Contrairement à la saison précédente, la finale se déroule par matchs aller et retour.

| 24 octobre 2009 | Casa Sport | 0 - 0 | ASC Linguère | Stade Aline Sitoe Diatta, Ziguinchor |
|                 |            |       |              | Arbitrage : Yatma Mbengue            |

| 31 octobre 2009 | ASC Linguère    | 0 - 0 a.p. | Casa Sport | Stade Maître Babacar Sèye, Saint-Louis       |
|                 |                 |            |            | Spectateurs : 15 000 Arbitrage : Fadouma Dia |
|                 | Tirs au but 4-2 |            |            |                                              |

## Bilan de la saison
| Championnat du Sénégal de football 2009 |                            |
| Champion                                | ASC Linguère (1er titre)   |
| Coupes et trophées                      |                            |
| Vainqueur de la Coupe du Sénégal 2009   | ASC Diaraf                 |
| Qualifications continentales            |                            |
| Ligue des champions de la CAF 2010      | ASC Linguère               |
| Coupe de la confédération 2010          | ASC Diaraf                 |
| Coupe de l'UFOA 2010                    | Casa Sport                 |
| Coupe de l'UFOA 2010                    | ASC Cambérène (National 1) |
| Promotions et relégations               |                            |
| Promus en Ligue 1                       | AS Pikine                  |
| Promus en Ligue 1                       | NGB ASC Niarry Tally       |
| Relégués en Ligue 2                     | ASC Suneor                 |
| Relégués en Ligue 2                     | ASEC Ndiambour             |

## Meilleurs Buteurs
|   | Buteur                | Club         | Nb de Buts |
| - | --------------------- | ------------ | ---------- |
| 1 | Serigne Cheikh Diouck | ASC Linguère | 8          |
| 2 | Damao Diatta          | Casa Sports  | 7          |
| 2 | Alpha Oumar Sow       | Casa Sports  | 7          |
| 4 | Cheikh A. Sow         | ASC HLM      | 6          |